# Jimena Ruiz Echazú
Jimena Ruiz Echazú (Buenos Aires, 29 de agosto de 1981) es una actriz, cantante y guionista argentina.

## Biografía
Radicada en Madrid, Jimena Ruiz Echazú se ha formado en diferentes escuelas de interpretación (teatro clásico, improvisación, clown, entrenamiento actoral, canto, baile, esgrima) con maestros como Agustín Alezzo, Marcelo Savignone, Juan Carlos Corazza y Manuel Morón.y ha trabajado en cine, teatro y TV
Ha dedicado muchos años de su carrera al teatro musical infantil en lengua inglesa con la compañía The Performers, especializada en teatro de repertorio de clásicos shakespeareanos y comedias para niños y niñas.
Fue coguionista de la película Luna en Leo (2013) por la que fue nominada a los Premios Sur de la Academia de las Artes y Ciencias Cinematográficas de la Argentina junto con el cantautor Ismael Serrano y el director Juan Pablo Martínez.
En 2017 escribe junto con Ismael Serrano  «Oliverio y la tormenta», obra musical infantil protagonizada por ella misma y estrenada en Madrid y Buenos Aires. Ese mismo año es nominada a los Premios Hugo del teatro musical argentino en la categoría de «mejor interprete femenina en musical infantil» y junto con Ismael Serrano a los Premios ACE (Argentina) que otorgan la Asociación de Cronistas del Espectáculo. La obra también recibe ese año una distinción en el XX Premio Teatro del Mundo que otorga el Centro Cultural Rector Ricardo Rojas de la UBA. 
Es también cocreadora, guionista y protagonista de la serie web «Emma y Oliverio» y de los espectáculos «Emma y Oliverio. Concierto de Navidad» (2018) y «Canciones para remontar el vuelo» (2019), ambos representados en el Teatro Cofidis Alcázar de Madrid.
Ha editado con Sony Music dos discos dedicados al público familiar. Su primer disco «5 canciones para dormir y 1 para despertar» ve la luz en 2017, está producido por Ismael Serrano y tiene canciones originales firmadas por Serrano y versiones de Luis Alberto Spinetta, Silvio Rodríguez y Joan Manuel Serrat dirigidas al público infantil. En 2018 publica «Canciones de Navidad». Su más reciente trabajo es «Canciones para remontar el vuelo» (2019) editado por Los Paraísos Desiertos y distribuido por Sony Music.
Es también traductora literaria de lengua inglesa (Universidad del Salvador de Buenos Aires, International House London) y ha trabajado como coach de entrenamiento de voz y de pronunciación en inglés para actores y actrices.

## Obra

### Discografía
- 5 canciones para dormir y 1 para despertar (2017)
- Canciones de Navidad (2018)
- Canciones para remontar el vuelo (2019)